# Binghamton, New York

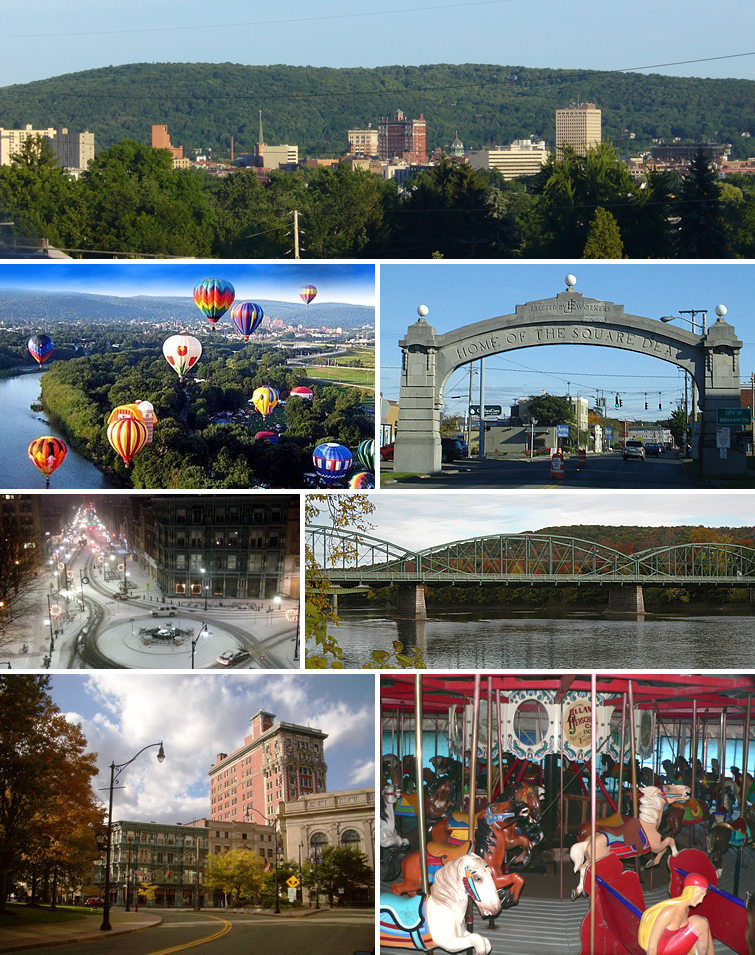
Binghamton Montage

Binghamton, New York là một thành phố thủ phủ quận Broome trong bang California, Hoa Kỳ. Thành phố có tổng diện tích km², trong đó diện tích đất là km². Theo điều tra dân số Hoa Kỳ năm 2010, thành phố có dân số 47.376 người. 
Binghamton là một thành phố ở phía Tier của New York ở Hoa Kỳ. Nó là gần biên giới Pennsylvania, trong một thung lũng hình cái bát tại hợp lưu của sông Susquehanna và Chenango. Binghamton là thành phố chính trung tâm thành phố và văn hóa của khu vực Đại Binghamton với dân số 1 triệu người.